# Пайял, Бен
Бен Пайял (нем. Ben Payal, род. 7 сентября 1988 года) — люксембургский футболист, полузащитник клуба УНА Штрассен. Выступал за сборную Люксембурга.

## Карьера
Футболист — воспитанник клуба «Лоренцвиллер». Пайял сделал профессиональный дебют в клубе Женесс Эш. В 2007 году он перешел в «Дюделанж», где выиграл 4 титула чемпиона Люксембурга. В период с 2013 по 2016 год он играл в клубе «Фола». Затем он начал выступать за клуб «УНА Штрассен», за который выступает и сейчас.

## Карьера в сборной
Пайял играл за сборные Люксембугра до 17, до 19 и до 21 года. В 2006 году он дебютировал за основную сборную в матче против сборной Латвии. Всего до окончания карьеры в сборной в 2016 году он сыграл 73 матча и не забил голов. Это — 11-й результат по количеству матчей за сборную Люксембурга.

## Достижения
«Дюделанж»
- Чемпион Люксембурга (4): 2008, 2009, 2011, 2012[3]
- Победитель Кубка Люксембурга (2) (2): 2009, 2012

«Фола Эш»
- Чемпион Люксембурга: 2015